# Uffe Thrugotsen
Uffe Thrugotsen († 15. oder 16. Dezember 1252 in Lund) war von ungefähr 1228 bis zu seinem Tod Erzbischof im Erzbistum Lund.

## Leben
Zuvor war er wahrscheinlich Chorherr am Dom zu Lund. Da er ein besonders eifriger Verfechter kirchlicher Forderungen war, versuchte er kurz nach seinem Amtsantritt den Priesterzölibat durchzusetzen und wurde darin auch vom päpstlichen Legaten, der 1230 nach Lund kam, unterstützt. Dabei erfuhr er aber heftigen Widerstand der Priester seines Erzbistums. Er erhielt dabei Unterstützung von Papst Gregor IX. und von König Waldemar II. 1232 gab der Klerus von Schonen nach und lenkte ein.
Uffe Thrugotsen krönte Waldemars Nachfolger Erik Plogpenning. Ihm gelang es, große Teile von Bornholm zurückzuerhalten, die Waldemar der Große im Streit mit Erzbischof Eskil dem Erzbistum weggenommen hatte. Als König Waldemar II. Estland 1238 im Vertrag von Stensby mit dem Deutschen Ritterorden zurückgewann, setzte er in Tallinn einen Bischof ein. Dies wurde zum Ausgangspunkt einer dauernden Auseinandersetzung zwischen Erzbischof und König über das Besetzungsrecht bei kirchlichen Ämtern. Uffe nahm an der Versammlung von Møn teil, auf der das Jütische Landrecht verkündet wurde.
Unter dem Nachfolger Waldemars, Erik Plogpenning, kam es zu andauernden Auseinandersetzungen zwischen der Kirche und dem König. Als der König 1249 auf jeden Pflug eine Steuer erhob, unterstützte er den Aufstand der Bauern von Schonen.
1250 krönte Uffe Eriks Bruder und Nachfolger König Abel, aber der Konflikt blieb.
Des Weiteren machte er große Stiftungen an die Domkirche von Lund und wirkte bei der Gründung der Franziskanerklöster 1237 in Roskilde und 1238 in Lund mit.